# Союз русского народа (с 2005 года)
«Сою́з ру́сского наро́да» (СРН) — российская православно-монархическая организация, созданная в 2005 году на базе идеологии дореволюционного «Союза русского народа».

## История

### Создание организации
22 ноября 2004 года в Москве состоялось заседание, под председательством российского скульптора Вячеслава Клыкова, Координационного совета по воссозданию общественного движения «Союз Русского Народа» на основе преемственности дореволюционного «Союза русского народа». Учредительный (восстановительный, с учётом декларируемой преемственности организации начала XX века) Съезд был запланирован на весну 2005 года, Клыков был избран руководителем Координационного совета. В заседании, в частности, приняли участие Михаил Назаров, Владимир Большаков, Александр Шахматов, Александр Калина, Алексей Сенин, Анатолий Степанов.
Съезд планировалось провести в Храме Христа Спасителя. Однако сначала сам съезд был перенесён на полгода, а после администрация храма отказала организаторам в проведении Съезда «по техническим причинам». В конечном итоге Съезд состоялся в Москве 21 ноября 2005 года (в день празднования Собора архистратига Михаила и прочих небесных сил бесплотных), во Дворце культуры имени Горбунова. Первым председателем в новейшей истории Союза был избран Вячеслав Клыков. Также был принят Устав организации. В состав руководящего органа СРН — Высшего совета, кроме Клыкова, вошли ещё 60 человек, в частности: Константин Душенов, Леонид Ивашов, Михаил Кузнецов, Марк Любомудров, Борис Миронов, Александр Михайлов, Михаил Назаров, Владимир Осипов, Сергей Проваторов, Алексей Сенин, Анатолий Степанов, Александр Турик, Александр Штильмарк.

### Дальнейшая история
После смерти в июне 2006 года Вячеслава Клыкова пост исполняющего обязанности председателя СРН занял генерал Леонид Ивашов. В ноябре 2006 года Ивашов был избран председателем СРН на II съезде СРН. Многие соратники Клыкова считали Ивашова человеком нецерковным и поэтому были против избрания. Однако супругам Мироновым и другим сторонникам Ивашова удалось привлечь к Съезду организацию С. Кучерова (патриоты-атеисты), наделить её правами голосования, а многих действительных членов СРН не допустили на Съезд и не дали им возможность голосовать, и таким образом Л. Г. Ивашов получил большинство голосов. Приёмная и сайт СРН были переданы Ивашовым группе Кучерова.
В первых же публичных выступлениях по «Народному радио» (1.12.2006) Ивашов заявил, что у Клыкова была «православно-монархическая маргинальная идея, она превалировала на первом Съезде. Но… я такую организацию возглавлять не буду». В следующей радиопередаче (14.2.2007) Ивашов заявил, что президент РФ Путин «проявил себя не только лидером России, но и одним из лидеров большей части человечества», и объявил поддержку политике Путина. Заседания Главного Совета СРН Ивашова стали проводиться под портретом Сталина. Этот поворот курса вызвал протесты прежних клыковских кадров, которые объявили это серьёзным нарушением Устава и идеологии СРН.
В мае 2007 года оппозицией был проведён III Съезд СРН в Иркутске, который был поддержан девятью клыковскими региональными отделами из двенадцати. Они объявили о восстановлении традиционной идеологии СРН и избрали председателем А. С. Турика. Сторонники Ивашова назвали это расколом и не признали решений Съезда.
В августе 2007 года подчинённые С. Кучерову структуры сами взбунтовались против «бездеятельного», по их мнению, Главного Совета СРН Ивашова, потребовали вычистить из него последних «придурков — монархистов-самодержавников, проповедников в рясах с уставом 1905 года» и провозгласили созыв своего «III съезда». Кучеров опубликовал программную статью «Попытки свести всю широту сегодняшних взглядов Русских исключительно к Православию — путь в никуда». В итоге СРН под руководством Ивашова раскололся на два крыла: ивашовское и кучеровское.
Таким образом, название СРН к этому моменту (осень 2007 года) использовали:
- СРН Л. Г. Ивашова. Особенность: ориентация на поддержку «партии власти».
- СРН А. С. Турика. Продолжил оппозиционную политику В. М. Клыкова. С мая 2007 года по октябрь 2009 года структуры этого СРН выросли до 35 отделов и групп. Официальный сайт: http://srn.rusidea.org/. Наиболее крупный московский отдел организации издал брошюру с изложением своей точки зрения на воссоздание СРН в 2005 году и последовавшую смуту в 2006—2007 годах: «Союз Русского Народа в сопротивлении Новому міровому порядку».
- СРН С. Кучерова с атеистической программой. Он стал утверждать, что СРН был воссоздан не в ноябре 2005 года, а ранее и с участием Кучерова (он действительно был в Оргкомитете подготовки I съезда, но был исключён оттуда Клыковым из-за антиправославных взглядов). Позже, сохранив СРН в названии сайта, Кучеров поместил подзаголовок: Сайт общероссийской общественной организации «СОбор Русского Народа». Одним из характерных направлений деятельности является движение «Без свастики и икон»[источник не указан 4295 дней].
- «Свято-Сергиевский Союз Русского Народа» (СССРН) во главе с Леонидом Симоновичем и Николаем Курьяновичем был создан 22 ноября 2006 года. Сами же они утверждали, будто их Союз был создан в 2002 году[11]. О деятельности этого СРН известий не было и нет (До 2006 года Николай Курьянович был действительным членом ЛДПР и по этой причине членом СРН он быть не мог).
- «Союз Русского Народа» неоязыческого направления во главе с А. Т. Ветровым (имели сайт: https://web.archive.org/web/20090523010709/http://www.gardva.ru/srn/ — ныне не существует). 31 мая 2008 года провели съезд[12]. Других сведений о деятельности этого СРН нет.
- Существует созданный при В. М. Клыкове, но не развившийся сайт СРН В. В. Чубарова, который входил в руководство СРН при Клыкове и отказался поддержать избрание Ивашова летом 2006 году. Содержание сайта не обновляется и организацию он не представляет.
- Есть также небольшая группа бывших членов московского отдела СРН, которые не признали избрание его председателем М. В. Назарова в марте 2007 года. Время от времени издают листовки. Во главе этой группы художник В. Б. Новиков.

В ноябре 2008 года Л. Г. Ивашов сложил с себя полномочия председателя СРН и предложил избрать своим преемником Б. С. Миронова, но большинство членов его Главного Совета проголосовали против. Миронов объявил о выходе из руководства. Временным руководителем был избран И. Г. Стариков, но в январе 2009 года он объявил об уходе в монастырь. Во главе СРН (Ивашова) оказался триумвират: Н. Д. Меркулов, В. Ф. Калентьев, В. М. Ерчак, подчиняющиеся К. Д. Гречникову, формально не входившему в состав Союза, но служившему связующим звеном между ним и государственным аппаратом.
26 апреля 2009 года супруги Мироновы провели свой съезд СРН, на котором объявили об избрании Б. С. Миронова председателем.
30 мая 2009 года остатки СРН (Ивашова) провели свой III съезд, на котором избрали председателем Д. Н. Меркулова. На съезде обсуждалась возможность объединения с СРН Турика, для чего был приглашён для изложения позиций заместитель Турика М. В. Назаров.
18 октября на расширенном заседании Главного Совета СРН Турика было решено создать двустороннюю комиссию по объединению и избрать общее руководство на будущем IV съезде.
Объединения структур Меркулова и Турика не получилось, так как Меркулов решил вместо СРН создавать Монархическую партию России и осенью 2010 года провёл её учредительный съезд. Тем самым СРН Меркулова прекратил своё существование, все другие структуры СРН больше не давали о себе знать — кроме СРН А. С. Турика. Этот СРН, ведущий своё происхождение от структуры В. М. Клыкова (2005), фактически остался единственным, который выжил в расколах и увеличил свою численность до 45 отделов и групп (по состоянию на осень 2011 года).
В 2011 году председатель СРН А. С. Турик без согласования с Главным Советом СРН вошёл в руководство «этно-политического Объединения Русские» (Дёмушкина — Белова), а также в самодержавную партию Меркулова и в организацию С. Н. Бабурина. Главный Совет не одобрил этих инициатив. Весной 2012 года А. С. Турик сложил с себя полномочия председателя СРН. Поскольку никто не пожелал быть председателем — СРН некоторое время управлялся коллегиально Главным Советом.
В сентябре 2012 г. группа руководителей отделов СРН на Украине под руководством О. В. Зарубина (и. о. секретаря ГС), в нарушение Устава СРН и решений Главного Совета СРН, призвала Союз ориентироваться на поддержку президента РФ Путина: «российская власть … начала отстаивать наши общие национальные интересы и встала на путь служения, Богом предназначенного власти как установленного Им института». Не согласные с этим поворотом курса СРН были объявлены Зарубиным «врагами России» и «пособниками ЦРУ». Возникла дискуссия.
2.10.2012 Суд совести и чести СРН осудил действия группы Зарубина как несовместимые с членством в СРН и православными нормами поведения. 20.10.2012 в Москве Главный Совет СРН законным большинством голосов исключил из СРН группу сторонников Путина. На этом же заседании А. С. Турик был вновь избран председателем ГС СРН, так как отпали препятствовавшие этому причины.
Группа Зарубина, будучи в меньшинстве, тем не менее объявила об «исключении из СРН» членов Главного совета и продолжает свою агитацию под названием «представителей Южно-Русских подразделений Союза Русского Народа».